# Nati nel 1997/Giugno
| Questa pagina contiene informazioni ricavate automaticamente dalle voci biografiche con l'ausilio del template Bio e di un bot. L'aggiornamento è periodico e automatico e ricostruisce completamente la pagina. Se manca una persona in questa lista, sei pregato di non aggiungerla, ma accertati piuttosto che la sua voce biografica contenga il template Bio e che i dati anagrafici siano correttamente compilati. Se il template Bio manca, inseriscilo tu stesso o, in alternativa, metti l'avviso {{tmp\|Bio}} che ne segnala la mancanza. Se i dati riportati sono sbagliati, correggi direttamente la voce biografica; le modifiche saranno visibili in questa lista entro pochi giorni. Per chiarimenti vedi il progetto biografie. La lista contiene solo le 397 persone che sono citate nell'enciclopedia e per le quali è stato implementato correttamente il template Bio. Pagina aggiornata al 10 ago 2025. |

- 1º giugno - DeAndre Abram, cestista statunitense
- 1º giugno - Zakaria Boulahia, calciatore algerino
- 1º giugno - Stephanie Currie, ex sciatrice alpina canadese
- 1º giugno - Dario De Caro, mezzofondista italiano
- 1º giugno - Youssef En-Nesyri, calciatore marocchino
- 1º giugno - Ahmed Hamed, pentatleta egiziano
- 1º giugno - Anuoluwapo Juwon Opeyori, giocatore di badminton nigeriano
- 1º giugno - Islom Qobilov, calciatore uzbeko
- 1º giugno - Alberto Toril, calciatore spagnolo
- 1º giugno - Nicolás de la Cruz, calciatore uruguaiano
- 1º giugno - Volodymyr Šepeljev, calciatore ucraino
- 2 giugno - Andia, cantante rumena
- 2 giugno - Luis Figge, cestista tedesco
- 2 giugno - Vencislav Kerčev, calciatore bulgaro
- 2 giugno - Álex López, calciatore spagnolo
- 2 giugno - Miroslava Mištinová, cestista slovacca
- 2 giugno - Roxana Popa Nedelcu, ex ginnasta spagnola
- 2 giugno - Dominik Prokop, calciatore austriaco
- 2 giugno - Sergej Rostovcev, pistard e ciclista su strada russo
- 2 giugno - Bénédicte Simon, calciatrice francese
- 2 giugno - Alejandro Tabilo, tennista cileno
- 2 giugno - Manon Uffren, calciatrice francese
- 2 giugno - Michel Vlap, calciatore olandese
- 2 giugno - Marie Wattel, nuotatrice francese
- 3 giugno - Anna Bühler, lunghista tedesca
- 3 giugno - Filip Chlapík, hockeista su ghiaccio ceco
- 3 giugno - Kevin Gutiérrez, calciatore argentino
- 3 giugno - Louis Hofmann, attore tedesco
- 3 giugno - Philipp Malicsek, calciatore austriaco
- 3 giugno - André Silva, calciatore brasiliano
- 3 giugno - Alison Oliver, attrice irlandese
- 3 giugno - Leonard Owusu, calciatore ghanese
- 3 giugno - Ren Ziwei, pattinatore di short track cinese
- 3 giugno - Patrick William, calciatore brasiliano
- 4 giugno - Lauri Ala-Myllymäki, calciatore finlandese
- 4 giugno - Jadin Bell, statunitense († 2013)
- 4 giugno - Paul Bellón, calciatore messicano
- 4 giugno - Marquise Brown, giocatore di football americano statunitense
- 4 giugno - Juan Bautista Cascini, calciatore argentino
- 4 giugno - Corey Davis, cestista statunitense
- 4 giugno - Dallis Flowers, giocatore di football americano statunitense
- 4 giugno - Antoine Hastoy, rugbista a 15 francese
- 4 giugno - Jonathan Lewis, calciatore statunitense
- 4 giugno - Lin Liangming, calciatore cinese
- 4 giugno - Edson Carioca, calciatore brasiliano
- 4 giugno - Alexander Nollenberger, calciatore tedesco
- 4 giugno - Joedrick Pupe, calciatore belga
- 4 giugno - Josh Reaves, cestista statunitense
- 4 giugno - Riho, wrestler giapponese
- 4 giugno - Terence Steele, giocatore di football americano statunitense
- 4 giugno - Tesfaldet Tekie, calciatore eritreo
- 4 giugno - Skylar Thompson, giocatore di football americano statunitense
- 4 giugno - Sara Veritti, calciatrice italiana
- 5 giugno - Patrick Brey, calciatore brasiliano
- 5 giugno - Sam Darnold, giocatore di football americano statunitense
- 5 giugno - Gigi Dolin, wrestler statunitense
- 5 giugno - Jessica Failla, tennista statunitense
- 5 giugno - Andrea Furegato, politico italiano
- 5 giugno - Max Heidegger, cestista statunitense
- 5 giugno - Clara Honsinger, ciclocrossista e ex ciclista su strada statunitense
- 5 giugno - Fred Johnson, giocatore di football americano statunitense
- 5 giugno - Ivajlo Markov, calciatore bulgaro
- 5 giugno - Douglas Martínez, calciatore honduregno
- 5 giugno - Linus Obexer, calciatore svizzero
- 5 giugno - Henry Onyekuru, calciatore nigeriano
- 5 giugno - Maria Chiara Ortolani, ex cestista italiana
- 5 giugno - Oleh Plotnyc'kyj, pallavolista ucraino
- 5 giugno - Olivia Różański, pallavolista francese
- 5 giugno - Tobias Schättin, calciatore svizzero
- 5 giugno - Kieran Tierney, calciatore scozzese
- 5 giugno - Sutatta Udomsilp, attrice thailandese
- 6 giugno - Maja Aleksić, pallavolista serba
- 6 giugno - Jackie Benítez, cestista portoricana
- 6 giugno - Nicole Botter Gomez, pattinatrice di short track e velocista italiana
- 6 giugno - Janosch Brugger, fondista tedesco
- 6 giugno - Jordan Davis, cestista statunitense
- 6 giugno - Alin Dudea, calciatore rumeno
- 6 giugno - Aaron Herrera, calciatore statunitense
- 6 giugno - Heidi Kollanen, calciatrice finlandese
- 6 giugno - Aimable Nsabimana, calciatore ruandese
- 6 giugno - Valeria Patriarca, surfista italiana
- 6 giugno - Isak Pettersson, calciatore svedese
- 6 giugno - Coletta Rydzek, fondista tedesca
- 6 giugno - Chloe Vande Velde, calciatrice belga
- 6 giugno - Akane Yamaguchi, giocatrice di badminton giapponese
- 6 giugno - Zé Pedro, calciatore portoghese
- 7 giugno - Davlat Bobonov, judoka uzbeko
- 7 giugno - Joachim Jagge Lindstøl, sciatore alpino norvegese
- 7 giugno - Brendan Mackay, sciatore freestyle canadese
- 7 giugno - Gabriel Messner, snowboarder italiano
- 7 giugno - David Montgomery, giocatore di football americano statunitense
- 7 giugno - Giōrgos Papageōrgiou, calciatore cipriota
- 7 giugno - Marcus Santos-Silva, cestista statunitense
- 7 giugno - Luis Zayas, altista cubano
- 8 giugno - Roberto Alves, calciatore svizzero
- 8 giugno - Ivan Božić, calciatore croato
- 8 giugno - Francesc Colomer, attore spagnolo
- 8 giugno - Oleh Il'ïn, calciatore ucraino
- 8 giugno - Sergi Llorca, hockeista su pista spagnolo
- 8 giugno - Zac McGraw, calciatore statunitense
- 8 giugno - Jeļena Ostapenko, tennista lettone
- 8 giugno - Antonio Perera, calciatore spagnolo
- 8 giugno - James Rolleston, attore neozelandese
- 8 giugno - Aya Sagakami, judoka giapponese
- 9 giugno - Adamu Abubakar, calciatore nigeriano
- 9 giugno - Mohammed Awaed, calciatore israeliano
- 9 giugno - Adrian Beck, calciatore tedesco
- 9 giugno - Emiliano Bermúdez, calciatore uruguaiano
- 9 giugno - Tine De Caigny, calciatrice belga
- 9 giugno - Kregor Hermet, cestista estone
- 9 giugno - Emir Karic, calciatore austriaco
- 9 giugno - Kassandra Missipo, calciatrice belga
- 9 giugno - André Ribeiro, calciatore svizzero
- 9 giugno - Shen Duo, nuotatrice cinese
- 9 giugno - Markus Spinell, ex hockeista su ghiaccio italiano
- 10 giugno - Musa Al-Taamari, calciatore giordano
- 10 giugno - Michail Antipov, scacchista russo
- 10 giugno - Dorance Armstrong, giocatore di football americano statunitense
- 10 giugno - Cheung Ka Long, schermidore hongkonghese
- 10 giugno - Chuca, calciatore spagnolo
- 10 giugno - Getúlio, calciatore brasiliano
- 10 giugno - Ryō Ichiriki, goista giapponese
- 10 giugno - K.J. Osborn, giocatore di football americano statunitense
- 10 giugno - Jordan Larmour, rugbista a 15 irlandese
- 10 giugno - Svjatoslav Mychajljuk, cestista ucraino
- 10 giugno - Onesphore Nzikwinkunda, maratoneta e mezzofondista burundese
- 10 giugno - Dylan Pereira, pilota automobilistico lussemburghese
- 10 giugno - Ethan Pitman, tuffatore canadese
- 10 giugno - Jordan Tell, calciatore francese
- 10 giugno - Marcos de Lima, calciatore boliviano
- 11 giugno - Kodak Black, rapper e cantante statunitense
- 11 giugno - Grace Chanda, calciatrice zambiana
- 11 giugno - Jasper De Plus, ex ciclista su strada belga
- 11 giugno - Soner Gönül, calciatore turco
- 11 giugno - Agustín Hernández, calciatore uruguaiano
- 11 giugno - Kim Dong-hyun, calciatore sudcoreano
- 11 giugno - Matt Peart, giocatore di football americano giamaicano
- 11 giugno - Pablo Sabbag, calciatore siriano
- 11 giugno - Andre Shinyashiki, calciatore brasiliano
- 11 giugno - Unai Simón, calciatore spagnolo
- 11 giugno - Jorja Smith, cantautrice britannica
- 11 giugno - Artëm Sokol, calciatore russo
- 11 giugno - Anastasia Spyridonidou, calciatrice greca
- 11 giugno - MaCio Teague, cestista statunitense
- 11 giugno - Eryk Williamson, calciatore statunitense
- 11 giugno - María de Nati, attrice e modella spagnola
- 12 giugno - Michaela Abam, calciatrice statunitense
- 12 giugno - Dzmitryj Ancileŭski, calciatore bielorusso
- 12 giugno - Ben Attal, attore francese
- 12 giugno - Chandler Brewer, giocatore di football americano statunitense
- 12 giugno - Omar Carabalí, calciatore ecuadoriano
- 12 giugno - Sebastián Córdova, calciatore messicano
- 12 giugno - Marina Durunda, ex ginnasta azera
- 12 giugno - Jakub Janetzký, calciatore ceco
- 12 giugno - Blaž Mesiček, cestista sloveno
- 12 giugno - Małgorzata Mesjasz, calciatrice polacca
- 12 giugno - Strahinja Tanasijević, calciatore serbo
- 12 giugno - William Vargas, calciatore ecuadoriano
- 12 giugno - Pierre Desiré Zebli, calciatore ivoriano
- 13 giugno - Dirk Abels, calciatore olandese
- 13 giugno - 070 Shake, rapper e cantautrice statunitense
- 13 giugno - Théodore Pellerin, attore canadese
- 13 giugno - Chris Duarte, cestista dominicano
- 13 giugno - Trevis Gipson, giocatore di football americano statunitense
- 13 giugno - Marina Goljadkina, sincronetta ucraina
- 13 giugno - Kutman Kadyrbekov, calciatore kirghiso
- 13 giugno - Tsiy William Ndenge, calciatore tedesco
- 13 giugno - Josh Nzeakor, cestista statunitense
- 13 giugno - Katie Lou Samuelson, cestista statunitense
- 13 giugno - Zaidu Sanusi, calciatore nigeriano
- 13 giugno - Tom Verbeke, sciatore alpino belga
- 13 giugno - Ryan Wintle, calciatore inglese
- 14 giugno - Delara, cantante norvegese
- 14 giugno - Fujii Kaze, cantautore giapponese
- 14 giugno - Freddie Gillespie, cestista statunitense
- 14 giugno - Fabio Gstrein, sciatore alpino austriaco
- 14 giugno - Vahagn Hayrapetyan, calciatore armeno
- 14 giugno - Mykyta Kravčenko, calciatore ucraino
- 14 giugno - Ashique Kuruniyan, calciatore indiano
- 14 giugno - Andrea La Torre, cestista italiano
- 14 giugno - Justin Patton, cestista statunitense
- 14 giugno - Roby Rogiers, cestista belga
- 15 giugno - Silvia Avegno, pallanuotista italiana
- 15 giugno - José Balza, calciatore venezuelano
- 15 giugno - Erten Gazi, cestista cipriota
- 15 giugno - Albert Guðmundsson, calciatore islandese
- 15 giugno - Andrij Jakymiv, calciatore ucraino
- 15 giugno - Madison Kocian, ex ginnasta statunitense
- 15 giugno - Vít Kopřiva, tennista ceco
- 15 giugno - Batcheba Louis, calciatrice haitiana
- 15 giugno - Petra Luterán, atleta e atleta paralimpica ungherese
- 15 giugno - Đorđe Pešut, ex lottatore e giocatore di football americano serbo
- 15 giugno - Andrea Vergani, nuotatore italiano
- 15 giugno - Akwasi Yeboah, cestista ghanese
- 16 giugno - Jean-Kévin Augustin, calciatore francese
- 16 giugno - Ky Bowman, cestista statunitense
- 16 giugno - Artem Dolgopyat, ginnasta israeliano
- 16 giugno - Paulina Dudek, calciatrice polacca
- 16 giugno - Max Esposito, pentatleta australiano
- 16 giugno - Giulia Fusar Poli, calciatrice italiana
- 16 giugno - Katharina Gallhuber, sciatrice alpina austriaca
- 16 giugno - Agustín Heredia, calciatore argentino
- 16 giugno - Jack Perry, wrestler statunitense
- 16 giugno - Yūki Kawata, arciere giapponese
- 16 giugno - Miren Lazkano, canoista spagnola
- 16 giugno - Camila Morrone, modella e attrice statunitense
- 16 giugno - Joe Roberts, pilota motociclistico statunitense
- 16 giugno - Kōsuke Saitō, calciatore giapponese
- 16 giugno - Morgan Stickney, nuotatrice statunitense
- 16 giugno - Joseph Worsley, pallavolista statunitense
- 16 giugno - Magomed Ėl'murzaev, calciatore russo
- 17 giugno - Emmanuel Agbadou, calciatore ivoriano
- 17 giugno - KJ Apa, attore e musicista neozelandese
- 17 giugno - Matthias Bader, calciatore tedesco
- 17 giugno - Emmanuel Boateng, calciatore ghanese
- 17 giugno - Svetlana Bortnikova, calciatrice kazaka
- 17 giugno - Aleksandr Bublik, tennista russo
- 17 giugno - Amir Coffey, cestista statunitense
- 17 giugno - Malaly Dembélé, calciatore francese
- 17 giugno - Adriano Freitas, calciatore uruguaiano
- 17 giugno - Evgenij Gošev, calciatore russo
- 17 giugno - Miran Maričić, tiratore a segno croato
- 17 giugno - Sofija Pozdnjakova, schermitrice russa
- 17 giugno - Jonah Radebaugh, cestista statunitense
- 17 giugno - Saulo Mineiro, calciatore brasiliano
- 17 giugno - Radik Valiev, lottatore russo
- 17 giugno - Harm Vanhoucke, ciclista su strada belga
- 17 giugno - Raluca Șerban, tennista romena
- 18 giugno - Eno, rapper tedesco
- 18 giugno - Eduard Atuesta, calciatore colombiano
- 18 giugno - Jake Bailey, giocatore di football americano statunitense
- 18 giugno - Toni Borevković, calciatore croato
- 18 giugno - Maite Cazorla, cestista spagnola
- 18 giugno - Jacob Evans, cestista statunitense
- 18 giugno - Amine Harit, calciatore marocchino
- 18 giugno - Katharina Hobgarski, tennista tedesca
- 18 giugno - Owusu Kwabena, calciatore ghanese
- 18 giugno - Rafa Mir, calciatore spagnolo
- 18 giugno - Bálint Mócsán, cestista ungherese
- 18 giugno - Max Records, attore statunitense
- 18 giugno - Dominik Reimann, calciatore tedesco
- 18 giugno - Mariella Santucci, cestista italiana
- 18 giugno - Ronald dos Santos Lopes, calciatore brasiliano
- 19 giugno - Amir Absalem, calciatore olandese
- 19 giugno - Francisco Apaolaza, calciatore argentino
- 19 giugno - Ayrton Lucas Dantas de Medeiros, calciatore brasiliano
- 19 giugno - Simone Daprà, fondista italiano
- 19 giugno - Urban Durnik, cestista sloveno
- 19 giugno - Marc Martí Roig, cestista spagnolo
- 19 giugno - Rickey McGill, cestista statunitense
- 19 giugno - Sean Murphy-Bunting, giocatore di football americano statunitense
- 19 giugno - Sheyi Ojo, calciatore inglese
- 19 giugno - Radoslav Parapunov, pallavolista bulgaro
- 19 giugno - Seifu Tura, maratoneta e mezzofondista etiope
- 20 giugno - Ibrahim Al-Mukhaini, calciatore omanita
- 20 giugno - Antonio Bustamante, calciatore statunitense
- 20 giugno - Carlos Carrasco Sanz, giocatore di football americano spagnolo
- 20 giugno - Uchenna Kanu, calciatrice nigeriana
- 20 giugno - Bálint Kopasz, canoista ungherese
- 20 giugno - Gnohere Krizo, calciatore ivoriano
- 20 giugno - Ishmael Lane, cestista statunitense
- 20 giugno - Feodor Lark, attore russo
- 20 giugno - Jordan Larsson, calciatore svedese
- 20 giugno - Michael Lilander, calciatore estone
- 20 giugno - Brayan Lopez, velocista italiano
- 20 giugno - Jamie McCart, calciatore scozzese
- 20 giugno - Pedro Guilherme Abreu dos Santos, calciatore brasiliano
- 20 giugno - Mathías Rodríguez, calciatore uruguaiano
- 20 giugno - Keiya Shiihashi, calciatore giapponese
- 20 giugno - Yann Michael Yao, calciatore ivoriano
- 20 giugno - Diana Zagainova, triplista lituana
- 21 giugno - Rebecca Black, cantante statunitense
- 21 giugno - Cecilia Castro Burgos, taekwondoka spagnola
- 21 giugno - Zach Copeland, cestista statunitense
- 21 giugno - Rowan Coultas, ex snowboarder britannico
- 21 giugno - L Devine, cantante e cantautrice britannica
- 21 giugno - Artem Dovbyk, calciatore ucraino
- 21 giugno - Darcy Graham, rugbista a 15 britannico
- 21 giugno - Ferdinand Habsburg, pilota automobilistico austriaco
- 21 giugno - Yohann Magnin, calciatore francese
- 21 giugno - Anthony Polite, cestista svizzero
- 22 giugno - Kirill Alekseenko, scacchista russo
- 22 giugno - G'Vaune Amory, calciatore nevisiano
- 22 giugno - Lorenzo Dalla Porta, pilota motociclistico italiano
- 22 giugno - Dinah Jane, cantante statunitense
- 22 giugno - Josh Jones, giocatore di football americano statunitense
- 22 giugno - Máté Katona, calciatore ungherese
- 22 giugno - Erik Mobärg, sciatore freestyle svedese
- 22 giugno - Stefano Moro, pistard e ciclista su strada italiano
- 22 giugno - Mayu Mukaida, lottatrice giapponese
- 22 giugno - Josh Naylor, giocatore di baseball canadese
- 22 giugno - Keisean Nixon, giocatore di football americano statunitense
- 22 giugno - Florjan Pergjoni, calciatore albanese
- 22 giugno - Gabriel Rojas, calciatore argentino
- 22 giugno - Kgaogelo Sekgota, calciatore sudafricano
- 23 giugno - Daniel Nicolás González, calciatore uruguaiano
- 23 giugno - Božidar Kraev, calciatore bulgaro
- 23 giugno - Francis Kyeremeh, calciatore ghanese
- 23 giugno - Danielle Madam, pesista italiana
- 23 giugno - Francesca Manzon, calciatrice italiana
- 23 giugno - Antoine Olivier Pilon, attore canadese
- 23 giugno - Chen Qingchen, giocatrice di badminton cinese
- 23 giugno - Daniele Rimpelli, rugbista a 15 italiano
- 23 giugno - Ja'Tavia Tapley, cestista statunitense
- 23 giugno - Nouhou Tolo, calciatore camerunese
- 24 giugno - Barış Alıcı, calciatore turco
- 24 giugno - Kerim Alıcı, calciatore turco
- 24 giugno - Ivenzo Comvalius, calciatore surinamese
- 24 giugno - Gustavo Hamer, calciatore brasiliano
- 24 giugno - Kevon Harris, cestista statunitense
- 24 giugno - DeJuan Jones, calciatore statunitense
- 24 giugno - Kenneth Paal, calciatore olandese
- 24 giugno - Daniela Rotolo, taekwondoka italiana
- 24 giugno - Yan Sasse, calciatore brasiliano
- 24 giugno - José Luis Sierra Cabrera, calciatore cileno
- 24 giugno - Serghei Tarnovschi, canoista moldavo
- 24 giugno - Jake Austin Walker, cantante e attore statunitense
- 24 giugno - Jasurbek Yaxshiboyev, calciatore uzbeko
- 25 giugno - Rodrigo Bentancur, calciatore uruguaiano
- 25 giugno - Leony, cantante tedesca
- 25 giugno - Handwalla Bwana, calciatore somalo
- 25 giugno - Rémy Descamps, calciatore francese
- 25 giugno - Gaila González, pallavolista dominicana
- 25 giugno - Hunter Hale, cestista statunitense
- 25 giugno - Aleksa Mišković, giocatore di football americano serbo
- 25 giugno - Bassem Srarfi, calciatore tunisino
- 25 giugno - Mehmed Ćosić, calciatore bosniaco
- 26 giugno - Xeber Alkain, calciatore spagnolo
- 26 giugno - Baek Ye-rin, cantautrice e attrice sudcoreana
- 26 giugno - Jakone, cantante e rapper russo
- 26 giugno - Lucia Di Guglielmo, calciatrice italiana
- 26 giugno - Albi Doka, calciatore albanese
- 26 giugno - Egor Azarkevich, disc jockey e produttore discografico bielorusso
- 26 giugno - Jacob Elordi, attore australiano
- 26 giugno - Jaron Ennis, pugile statunitense
- 26 giugno - Lidio Andrés Feliz, velocista dominicano
- 26 giugno - Gilberto Hernández, calciatore panamense († 2023)
- 26 giugno - José Hernández, calciatore venezuelano
- 26 giugno - Tatsuya Itō, calciatore giapponese
- 26 giugno - Danijel Lončar, calciatore croato
- 26 giugno - Marvin Matyka, musicista tedesco
- 26 giugno - Fumika Sasano, hockeista su ghiaccio giapponese
- 26 giugno - Thrife, rapper svedese
- 27 giugno - Eduard Florescu, calciatore rumeno
- 27 giugno - Jehyve Floyd, cestista statunitense
- 27 giugno - H.E.R., cantautrice statunitense
- 27 giugno - Vilde Hasund, calciatrice norvegese
- 27 giugno - Aminat Jamal, velocista e ostacolista bahreinita
- 27 giugno - Kim Kalicki, bobbista tedesca
- 27 giugno - Darel Poirier, cestista francese
- 27 giugno - Shannon Purser, attrice statunitense
- 27 giugno - Ben Skowronek, giocatore di football americano statunitense
- 27 giugno - Ramadan Sobhi, calciatore egiziano
- 27 giugno - Šachrom Sulajmonov, calciatore tagiko
- 27 giugno - Mads Thychosen, calciatore danese
- 27 giugno - Paulino de la Fuente, calciatore spagnolo
- 27 giugno - Yordan Álvarez, giocatore di baseball cubano
- 28 giugno - Sude Bulut, taekwondoka turca
- 28 giugno - Henry Cameron, ex calciatore neozelandese
- 28 giugno - Nikos Diplaros, cestista greco
- 28 giugno - Emiliano Flores, attore messicano
- 28 giugno - Aleix García, calciatore spagnolo
- 28 giugno - Marcus Godinho, calciatore canadese
- 28 giugno - Campbell Harrison, arrampicatore australiano
- 28 giugno - Florian Kastenmeier, calciatore tedesco
- 28 giugno - Raylee, cantante norvegese
- 28 giugno - Aleksandar Lutovac, calciatore serbo
- 28 giugno - Tadasuke Makino, pilota automobilistico giapponese
- 28 giugno - Jean-Philippe Mateta, calciatore francese
- 28 giugno - Lovro Mazalin, cestista croato
- 28 giugno - Brandon Sargeant, giocatore di snooker inglese
- 28 giugno - Paula Sevilla, velocista spagnola
- 28 giugno - Aldin Skenderovic, calciatore lussemburghese
- 28 giugno - Baylee Steele, cestista statunitense
- 28 giugno - Shakur Stevenson, pugile statunitense
- 28 giugno - Melis Yılmaz, pallavolista turca
- 29 giugno - Alpha Diallo, cestista statunitense
- 29 giugno - Mikkel Duelund, calciatore danese
- 29 giugno - Chrīstos Gouiler, calciatore cipriota
- 29 giugno - Hkeem, rapper e cantante norvegese
- 29 giugno - Rolando Mandragora, calciatore italiano
- 29 giugno - Eden Massouema, calciatore francese
- 29 giugno - Siddharth Pardeshi, tuffatore indiano
- 29 giugno - Louka Prip, calciatore danese
- 29 giugno - Juan Camilo Salazar, calciatore colombiano
- 29 giugno - Žan Mark Šiško, cestista sloveno
- 29 giugno - Wilhelm Vorsager, calciatore austriaco
- 30 giugno - A.J. Brown, giocatore di football americano statunitense
- 30 giugno - Gianluca Ferrari, calciatore argentino
- 30 giugno - Lorenzo Gennero, snowboarder italiano
- 30 giugno - Sergio González, giocatore di calcio a 5 spagnolo
- 30 giugno - Kerryon Johnson, giocatore di football americano statunitense
- 30 giugno - Toni Martínez, calciatore spagnolo
- 30 giugno - Tin Plavotić, calciatore croato
- 30 giugno - Drew Sample, giocatore di football americano statunitense
- 30 giugno - Yeferson Soteldo, calciatore venezuelano
- 30 giugno - Iryna Šymanovič, tennista bielorussa